# Lars Christopher Vilsvik
Lars Christopher Vilsvik (ur. 18 października 1988 w Berlinie Zachodnim) – norweski piłkarz pochodzenia niemieckiego występujący na pozycji obrońcy. Zawodnik klubu Strømsgodset IF.

## Kariera klubowa
Vilsvik treningi rozpoczął w 1994 roku w Tennis Borussii Berlin. W 1998 roku przeszedł do juniorów zespołu Lichterfelder FC. W 2006 roku został włączony do jego pierwszej drużyny, grającej w Oberlidze Nordost. Spędził tam cztery lata. W 2010 roku podpisał kontrakt z norweskim klubem Strømsgodset IF. W Tippeligaen zadebiutował 11 kwietnia 2010 roku w wygranym 4:2 pojedynku z Sandefjord Fotball. 1 sierpnia 2010 roku w wygranym 3:1 spotkaniu z Aalesunds FK strzelił pierwszego gola w Tippeligaen. W tym samym roku zdobył z zespołem Puchar Norwegii.

## Kariera reprezentacyjna
W reprezentacji Norwegii Vilsvik zadebiutował 18 stycznia 2012 roku w wygranym 1:0 meczu Pucharu Króla Tajlandii z Tajlandią.